# Naultinus rudis
Espèce
Synonymes
- Heteropholis rudis Fischer, 1881

Statut de conservation UICN

 EN  : En danger
Statut CITES
Naultinus rudis est une espèce de geckos de la famille des Diplodactylidae.

## Répartition

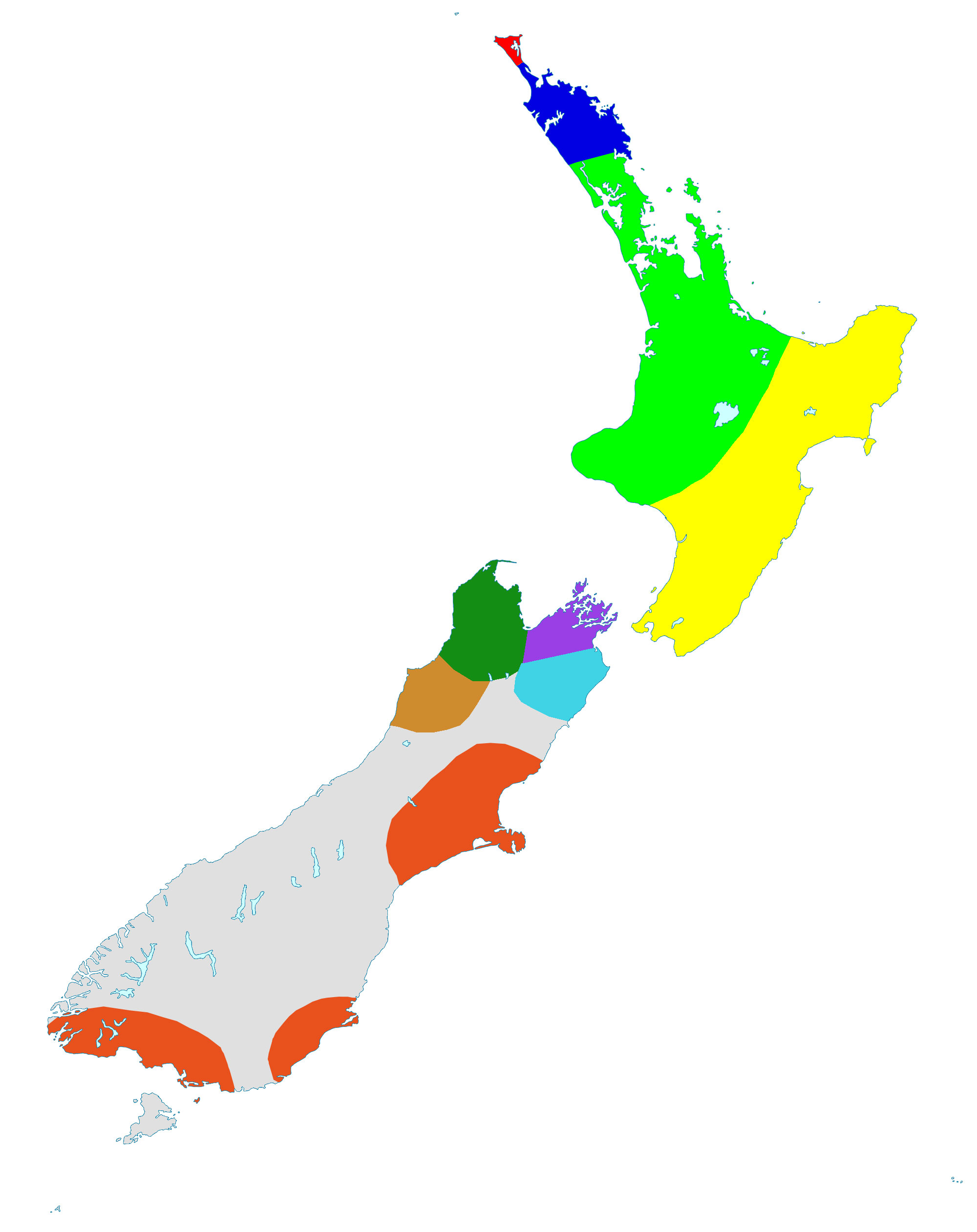
Distribution de Naultinus rudis en bleu clair.

Cette espèce est endémique de Nouvelle-Zélande. Elle se rencontre dans le nord de l'île du Sud.

## Publication originale
- Fischer, 1881 : Herpetologische Bemerkungen vorzugsweise über Stücke des Naturhistorischen Museums in Bremen. Abhandlungen des Naturwissenschaftlichen Vereins in Bremen, vol. 7, p. 225-238 (texte intégral).